# Florian Kämpf
Florian Kämpf (* 26. Juni 2003) ist ein deutscher Basketballspieler.

## Werdegang
Der Großneffe der Bayreuther Basketballbrüder Kämpf (der namhafteste ist Georg Kämpf) spielte im Nachwuchsbereich des BBC Bayreuth. 2021/22 war er Schüler der Urspringschule und bestritt in der 2. Bundesliga ProA acht Einsätze für Ehingen/Urspring.
Zu seinem ersten Spiel in der Basketball-Bundesliga kam Kämpf in den Bayreuther Farben im Oktober 2022 gegen Crailsheim. Er bestritt während des Spieljahres 2022/23 insgesamt drei Bundesliga-Einsätze für die Oberfranken.
Zur Saison 2023/24 wechselte er nach Österreich zum Zweitligisten Swarco Raiders Tirol.